# 남화토건
남화토건 주식회사는 대한민국의 건설 기업이다. 또한, 광주광역시/전라남도 권역을 중심으로 사업을 하고 있는 건설 기업이며 화순군의 건설 기업으로는 유일한 코스닥 상장 기업이기도 한다.

## 역사
1946년에 전라남도 화순군 출신인 최상옥 창업주가 광주시 동명동에서 세운 남화토건사가 기원이며, 1958년 현 명칭으로 법인화한 후 재무부에 토목/건축공사업 323호로 등록했다.
1990년대 사업 다각화를 추진해 남화개발, 남화산업, 한국케이블TV 광주방송, 한국씨엔티 등을 설립하였다.
2012년 1월 31일, 코스닥 시장에 상장하였다.

## 테마주
이낙연 전 더불어민주당 대표의 신당 창당 가능성에 남화토건이 테마주로 강세를 보인 적이 있다.

## 같이 보기
- 이낙연

## 내용주
1. ↑  현 법인 설립일